# 她與他
她與他（She and Him) 是美國獨立雙人組合，由達莎妮以及M.Ward組成。其中達莎妮是主音、鋼琴手、彈奏烏克麗麗，M.Ward則是結他手、監製。他們的第一張專輯於2008年3月18日正式發售，名稱為《Volume One》，最新的專輯《Volume Three》於2013年5月7日發售。現在她與他出外演出時會固定與某些樂手合作。

## 成員
- 達莎妮 - 主音、鋼琴手、烏克麗麗手、鈴鼓手、填詞
- M. Ward - 結他手、和音、编曲監製

## 發展歷史
在2006年，達莎妮為電影《The Go-Getter》錄製原聲帶時，達莎妮結識了音樂製作人兼民謠歌手M. Ward。M. Ward聽畢達莎妮為《精靈總動員》創作的歌曲後，驚嘆於達莎妮的創作才華，並詫異她還沒有開展自己的音樂事業。其實達莎妮已經多年錄製樣本歌曲，但未有心理準備成為大明星。雖然達莎妮有點感到害羞，但她寄了那些樣本給M. Ward聽。過了一段時間，M. Ward 致電她，表示想好好給她錄歌，於是兩人組成了樂隊她與他。
在預備她與他的第一張專輯《Volume One》，他們多時只透過電郵來聯絡，因為M. Ward 是在波特蘭的工作室工作，而達莎妮在加州洛杉磯的家中工作。在2006年12月至2007月的3月，他們錄製專輯，而過程分為三部分，頭兩部分於波特蘭，最後的混音是內布拉斯加州進行。專輯中十首的原創歌曲有九首都是達莎妮原創的，餘下的一首《Sweet Darlin'》是她與另一位音樂人寫的。除了原創歌曲外，他們翻唱了披頭四的《I Should Have Known Better》、1962年首次推出的也由披頭四翻唱過的《You've Really Got Hold on Me》。之後，他們就有一段休息時間，因為M. Ward 要巡迴演出，而達莎妮則要參與拍攝電影。所以他們這張專輯於2008年3月18日才正式推出，更被一本雜誌評為年度大碟。
在發佈《Volume One》的一年多前，她與他已經在日舞影展中電影《The Go-Getter》的首映以組合身分公開演出。他們在2008年夏天才正式舉辦首次巡迴演出，而在之前是斷斷續續地在不同的場合表演。
在2010年的3月17日，她與他發佈第二張專輯《Volume Two》。專輯中有十二首是達莎妮原創的，還有兩首翻唱，分別為NBRQ1977年的單曲《Ridin' in My Car》和經過多人翻唱的《Gonna Get Along Without You Now》。
在2010年的春天，她與他再次舉行巡迴演出。他們在美國不同州省舉行演唱會，也包括不同的音樂節。他們更到了歐洲演出。最後，他們被馬特·格朗寧挑選在英國一個音樂節中演出。
在2011年9月，Pitchfork.com宣佈她與他即將推出《A Very She & Him Christmas》。同年10月24日，該專輯正式推出，而同年12月29日，亞馬遜公司宣佈該碟成為在該年的聖誕期間銷售量最高的三張MP3專輯之一。
在2013年1月25日，達莎妮透過推特確認了她與他在該年年頭會推出《Volume Three》。在3月7日，專輯中的《Never Wanted Your Love》以單曲率先推出，4月10日，《I Could've Been Your Girl》在ICloud提供串流。 同年5月7日，該碟在美國正式推出，13日在英國以及歐洲推出。在2013年的夏天，他們會在美國及加拿大舉行巡迴演出。

## 音樂專輯
- 2008年3月18日《Volume One》（大碟）

1. Sentimental Heart
2. Why Do You Let Me Stay Here?
3. This Is Not A Test
4. Change Is Hard
5. I Thought I Saw Your Face Today
6. Take It Back
7. I Was Made For You
8. You Really Gotta a Hold On Me
9. Black Hole
10. Got Me
11. I Should Have Known Better
12. Sweet Darlin'
13. Untitled

- 2010年2月23日《In the Sun / I Can Hear Music - Single》（單曲）

1. In the Sun
2. I Can Hear Music

- 2011年3月23日《Volume 2》(大碟)

1. THIEVES
2. IN THE SUN
3. DON'T LOOK BACK
4. RIDIN' IN MY CAR
5. LINGERING STILL
6. ME AND YOU
7. GONNA GET ALONG WITHOUT YOU NOW
8. HOME
9. I'M GONNA MAKE IT BETTER
10. SING
11. OVER IT OVER AGAIN
12. BRAND NEW SHOES
13. IF YOU CAN'T SLEEP

- 2011年9月25日《A Very She & Him Christmas》（大碟）

1. The Christmas Waltz
2. Christmas Day
3. Have Yourself a Merry Little Christmas
4. I'll Be Home for Christmas
5. Christmas Wish
6. Sleigh Ride
7. Rockin' Around the Christmas Tree
8. Silver Bells
9. Baby, It's Cold Outside
10. Blue Christmas
11. Little Saint Nick
12. The Christmas Song

- 2011年8月《Volume 3》（大碟）

1. I've Got Your Number, Son
2. Never Wanted Your Love
3. Baby
4. I Could've Been Your Girl
5. Turn to White
6. Somebody Sweet to Talk To
7. Something's Haunting You
8. Together
9. Hold Me, Thrill Me, Kiss Me
10. Snow Queen
11. Sunday Girl
12. London
13. Shadow of Love
14. Reprise (I Could've Been Your Girl)

## 獎項
在2012年，她與他為小熊維尼創作的插曲《So Long》，被提名格林美獎最佳影視媒體作品歌曲。

## 外部連結
- 她與他官方網站（页面存档备份，存于）
- 她與他在互联网电影资料库（IMDb）上的資料（英文）
- 她與他的Facebook專頁
- 她與他的X（前Twitter）
- 她與他在myspace的網站（页面存档备份，存于）
- 她與他在kkbox的簡介（页面存档备份，存于）